# Eburia marginalis
Eburia marginalis es una especie de escarabajo longicornio del género Eburia, tribu Eburiini, familia Cerambycidae. Fue descrita científicamente por Fisher en 1947.
Se distribuye por Cuba.

## Descripción
La especie mide 30 milímetros de longitud. El período de vuelo ocurre en el mes de mayo.